# British Aerial Transport
British Aerial Transport Company Limited est un constructeur aéronautique britannique disparu. Créé en 1917 à Londres, cette entreprise a fermé ses portes en 1919. 

## Historique
British Aerial Transport Company Limited fut créé en 1917 au 38 Conduit Street, à Londres, par l’homme d’affaires Samuel Waring (en) (1860-1940). L’entreprise fut organisée autour de deux immigrés néerlandais, Frederick Koolhoven, qui prit la direction du bureau d’études, et Robert B.C. Noorduyn, nommé chef dessinateur. Un atelier prototype fut constitué à Hythe Road, Willesden, Londres, par rachat des installations de Joucques Aviation Company. Dès son arrivée à Willesden Koolhoven entreprit la réalisation d’appareils de chasse, qui arrivèrent trop tard pour participer activement à la Première Guerre mondiale. Ces appareils poursuivaient la numérotation des projets sur lesquels Koolhoven avait travaillé chez Armstrong Whitworth. Le premier avion étudié chez British Aerial Transport Company fut donc le F.K.20.
Dès la signature de l’Armistice du 11 novembre 1918 Koolhoven entreprit de dessiner un biplan destiné au transport commercial, le B.A.T. F.K.26, qui effectua son premier vol en avril 1919. Cependant l’intérêt de Lord Waring pour l’aviation avait décru fortement dès la fin de la Première Guerre mondiale et le 4e exemplaire du F.K.26 fut aussi le dernier avion produit par British Aerial Transport. 
Courant 1919 B.A.T. fusionna avec Alliance Aeroplane Co. Ltd et The British Nieuport and General Aircraft Co. Ltd.  

## Production
Durant son séjour chez British Aerial Transport Company Frederick Koolhoven a étudié les appareils suivants : 
- B.A.T. F.K.20 (1917) Monoplace de chasse naval (Inachevé)
- B.A.T. F.K.21 (1917) Biplace d’école (projet).
- B.A.T. F.K.22 Bantam II (1918) Monoplace de chasse
- B.A.T. F.K.23 Bantam I (1918) Monoplace de chasse
- B.A.T. F.K.24 Baboon (1918) Biplace d’école
- B.A.T. F.K.25 Basilisk (1918) Monoplace de chasse
- B.A.T. F.K.26 Commercial (1919) Monomoteur de transport commercial
- B.A.T. F.K.27 Sporting (1920) Biplace de sport et de tourisme
- B.A.T. F.K.28 Crow (1920) Monoplace ultra-léger de sport

## Sources
- The Illustrated Encyclopedia of Aircraft (Part Work 1982-1985). Orbis Publishing (Londres).
- (en) A.J. Jackson, British civil aircraft since 1919, vol. 1, Londres, Putnam, 1973 (ISBN 0-370-10006-9)
- Flight No 575 du 1er janvier 1920 p. 18 et 19
- W.M. Lamberton, Fighter Aircraft of the 1914-1918 War. Harleyford Publications Ltd (Letchworth) 1960.
- Jane’s Fighting Aircraft of World War I.